# Approssimazione GW
L'approssimazione GW è un'approssimazione fatta sulla self-energia di un sistema a molti corpi. L'approssimazione consiste nel trascurare completamente correzioni di vertice e considerare unicamente le rinormalizzazione della polarizzazione dei fononi (in approssimazione RPA) e delle funzioni di Green di particella. Nell'approssimazione GW la self-energia Σ viene scritta in termini del prodotto semplice (in spazio reale) della funzione di Green G e l'interazione schermata dinamicamente W:
{\displaystyle \Sigma =GW}
da cui il nome.

## Software che implementa l'approssimazione GW
- Abinit
- Spex